# Barrique

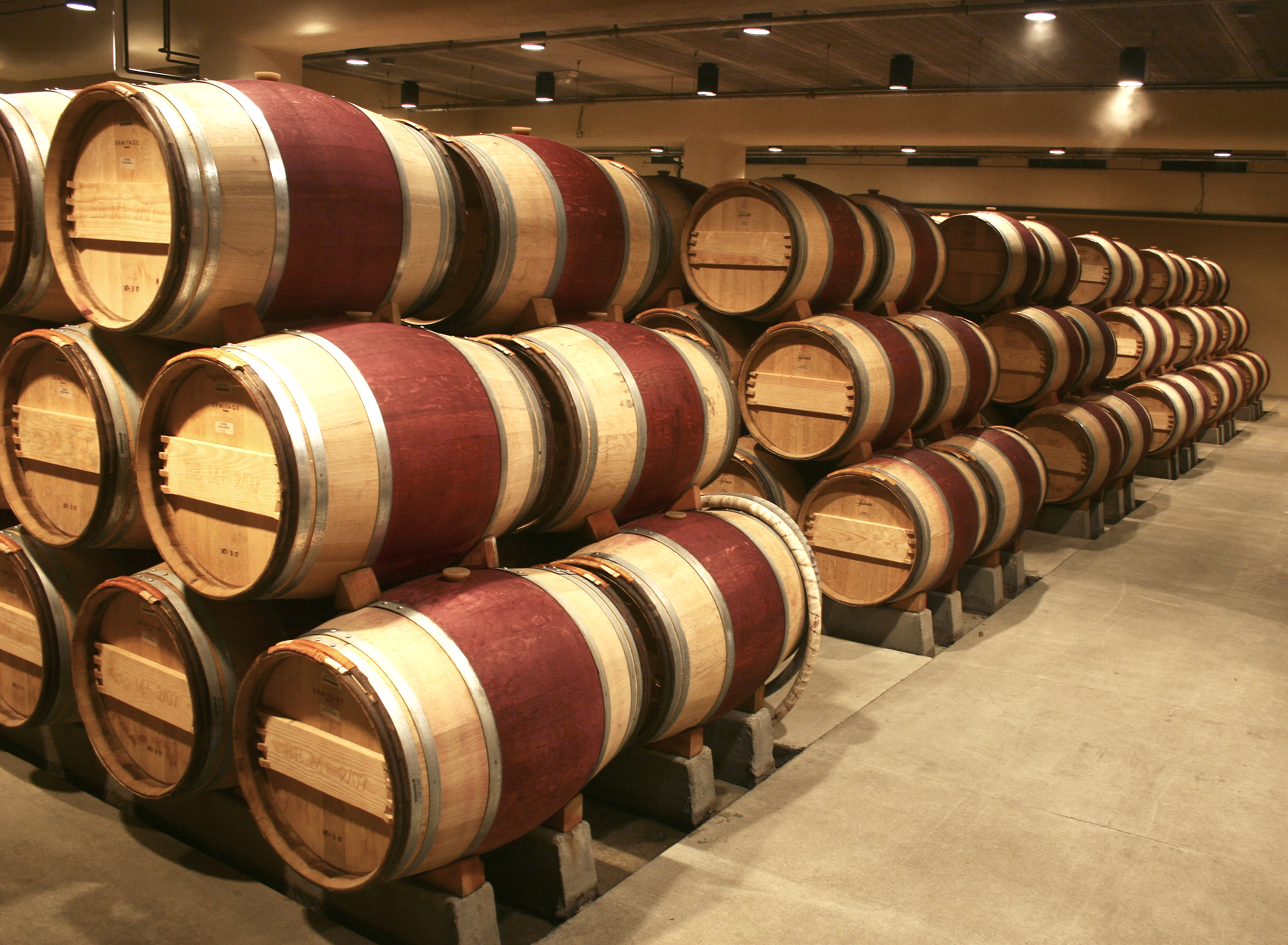
Bariky ve vinařství Robert Mondavi v Oakville, Kalifornie – USA

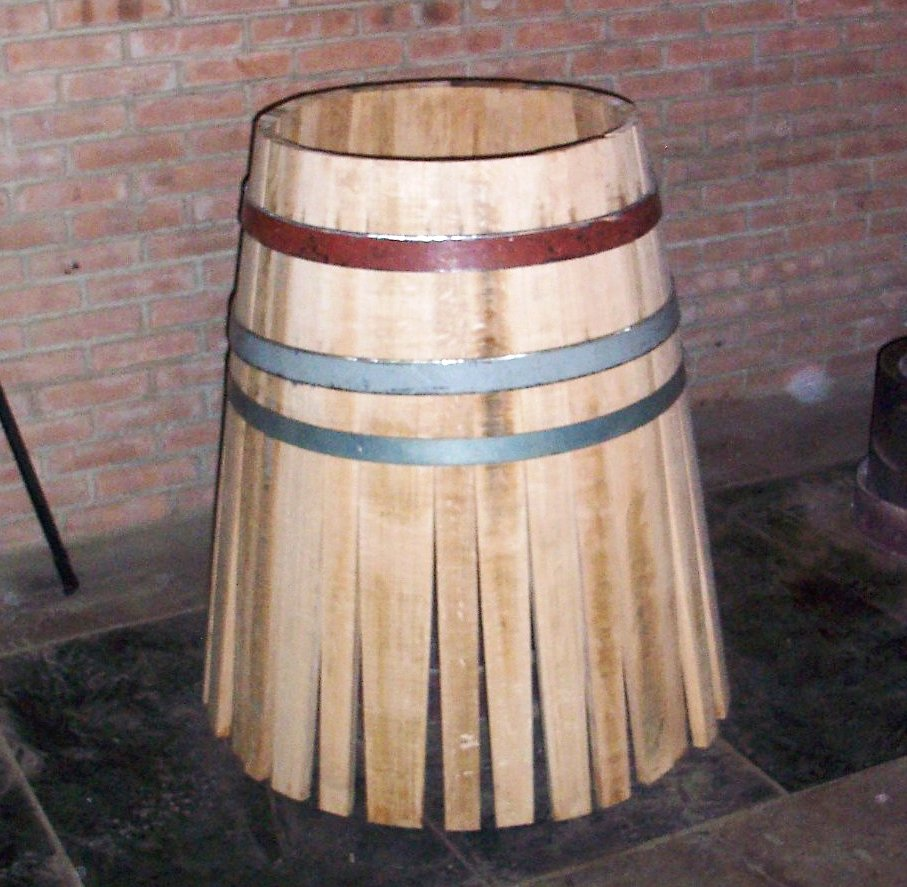
Barik ve výrobě

Barik (Barrique) je dubový sud o objemu asi 225 l, který se používá k vyzrávání vín. Sudy se vyrábějí z amerického nebo francouzského dubu a pro uložení vína se mohou použít pouze třikrát. Víno ze dřeva sudu vyluhuje aromatické látky (vanilin, laktony, třísloviny a nezkvasitelné sacharidy). Délka ležení vína v barikovém sudu záleží na zkušenostech sklepmistra a požadavcích na konečné aroma a chuť vína. Pokud je tato doba příliš dlouhá, pak vonné a chuťové látky ze sudu překryjí odrůdový buket vína. Uložení vína v barikových sudech bývá deklarováno na etiketě, mj. k odlišení od laciných a někdy sporných metod, kdy se ke zrajícímu vínu pouze přidávají kousky dřeva nebo se přímo přisypává příslušný práškový aromatický preparát, čímž se dosáhne obdobného výsledku.
Po dožití jako vinné sudy se v barikách někdy ještě nechávají zrát lihoviny jako např. rum, whisky ap. Při tom se vyluhují nejen zbylé aromatické látky dřeva, ale i ty, které dřevo pojalo ze skladovaného vína.
Ruční výrobou bariků se zabývají bednáři. 